# Jungermannia atrovirens
Jungermannia atrovirens ist eine Moosart aus der Ordnung der Jungermanniales. 

## Merkmale
Die Stämmchen werden 0,5 bis 3 Zentimeter lang. Sie sind büschelig verzweigt und tragen Rhizoiden. Sie bilden gelb- bis sattgrüne Rasen. Die Flankenblätter sind stämmchenumfassend, 0,3 bis 0,5 mm lang und 0,3 mm breit. Sie sind ausgebreitet oval. In der Blattmitte sind die Zellen 20 × 25–30 Mikrometer groß. Die Ecken der Zellen sind nicht oder nur wenig verdickt. Pro Zellen gibt es meist zwei Ölkörper. Die weiblichen Hüllblätter sind größer als die Flankenblätter. Das Perianth ist kurz walzenförmig bis gestreckt eiförmig. Gegen die Mündung zu ist es gefaltet, die Lappen sind gezähnt. Die Kapsel ist kugelig. 

## Verbreitung und Standorte
Die Art ist circumboreal verbreitet. In Deutschland kommt es in den Kalkalpen und im Alpenvorland zerstreut und in den Mittelgebirgen selten vor. 

## Belege
- Jan-Peter Frahm, Wolfgang Frey, J. Döring: Moosflora. 4., neu bearbeitete und erweiterte Auflage (UTB für Wissenschaft, Band 1250). Ulmer, Stuttgart 2004, ISBN 3-8001-2772-5 (Ulmer) & ISBN 3-8252-1250-5 (UTB).